# S Riachuelo (S-15)
O USS Paddle (SS-263) foi um submarino da classe Gato. Foi lançado ao mar em maio de 1942 e comissionado ao serviço ativo na Marinha dos Estados Unidos em março de 1943. Ele foi construído pela Electric Boat Co., em Groton, Connecticut.
Participando ativamente da Segunda Guerra Mundial, foi danificado em combate logo na primeira patrulha em 1943 por navios japoneses mas foi reparado rapidamente e conseguiu afundar um navio inimigo em agosto daquele ano. Entre outubro e novembro, afundou mais duas embarcações japonesas. Ao fim do conflito recebeu oito estrelas de serviço por destaque em suas participações em combates navais.
O Paddle foi descomissionado pelos estadunidenses em fevereiro de 1946 e posto na reserva. Uma década depois foi transferido para a marinha brasileira e comissionado oficialmente em janeiro de 1957 com o nome de Riachuelo (S-15). O submarino foi então aposentado em março de 1968.